# Sceloporus merriami
Sceloporus merriami là một loài thằn lằn trong họ Phrynosomatidae. Loài này được Stejneger mô tả khoa học đầu tiên năm 1904.